# Partit Comunista d'Espanya
El Partit Comunista d'Espanya (PCE) és un partit polític espanyol creat el 14 de novembre de 1921 a partir de la unió de dues escissions terceristes del PSOE i de les seves joventuts: el Partit Comunista Obrer Espanyol (PCOE) i el Partit Comunista Espanyol, respectivament. Els principals dirigents del PCE eren Merino García, Luis Portela Fernández, José Illescas López, Eduardo Ugarte i Juan Andrade, i del PCOE eren Antonio García Quejido, Manuel Núñez de Arenas, Daniel Anguiano, Virginia González Polo i Facundo Perezagua

## Fundació i inicis (1920-1931)

### Antecedents
El 15 d'abril de 1920, a la Casa del Poble de Madrid, va ser fundat el Partit Comunista Espanyol per la Federació de Joventuts Socialistes, que ja durant la Primera Guerra Mundial havia recolzat als internacionalistes encapçalats per Lenin, i que va acordar al seu V Congrés, celebrat al desembre de 1919, adherir-se a la Internacional Comunista. Entre els seus fundadors estava Dolores Ibárruri, i el van conformar des del principi treballadors joves, estudiants, obrers, intel·lectuals i camperols. L'òrgan d'expressió del Partit Comunista Espanyol fou El Comunista, en el qual va aparèixer el Manifest de fundació del partit, en el qual es posava l'accent que calia apartar-se del reformisme i defensar la revolució com a única via per a la consecució del socialisme.
El 13 d'abril de 1921, després del III Congrés Extraordinari del PSOE, en el qual es va obrir la bretxa entre partidaris d'adherir-se a la III Internacional i els que no, Antonio García Quejido, fundador del PSOE i de la UGT, i un dels líders més prestigiosos del moviment obrer, va declarar que els vocals de l'Executiva partidaris de la III Internacional se separaven del PSOE per constituir el Partit Comunista Obrer Espanyol. Entre ells estava Daniel Anguiano, que va estar en la Unió Soviètica per observar la marxa d'aquest Estat; el seu informe posterior, va considerar convenient la integració del PSOE, per valorar com un avanç la III Internacional. El Comitè Executiu el formaven Antonio García Quejido, Anguiano, Virginia González Polo, Manuel Núñez de Arenas i Facundo Perezagua.

### Fundació del PCE
El 15 de març de 1922, el Partit Comunista d'Espanya celebra el seu I Congrés a Madrid, en el qual conflueixen el Partit Comunista Espanyol i el Partit Comunista Obrer Espanyol. El primer secretari general va ser Antonio García Quejido, que va plantejar la necessitat d'aconseguir la unitat de la classe obrera entorn de l'avantguarda constituïda pel nou Partit, amb l'objectiu d'aconseguir el socialisme.
El II Congrés, celebrat el 8 de juliol de 1923, va escollir a César Rodríguez González, que havia estat cofundador del PCOE en 1921, com a secretari general del PCE. Ja en aquest moment el PCE temia la involució i cridava a la unitat dels treballadors. El 13 de setembre, el general Miguel Primo de Rivera, de connivència amb el rei Alfons XIII donava un cop d'estat i establia la dictadura. Els locals del PCE són clausurats i les detencions de militants comunistes se succeeixen.
Amb un PCE il·legal, el III Congrés se celebra a París a l'agost de 1929, que escull José Bullejos com a nou secretari general. Després de la caiguda de la dictadura el gener de 1930 i l'arribada de la dictablanda, el govern del general Berenguer restableix algunes llibertats i legalitza alguns partits polítics, entre els quals no es troba el PCE. El 23 d'agost d'aquest any apareix el primer nombre setmanal de l'òrgan del Partit, Mundo Obrero, que al desembre de l'any següent es va transformar en diari. El 1930 se'n separava la Federació Comunista Catalanobalear (FCCB).

## Segona República (1931-1939)

### Lideratge de José Díaz
Després de la proclamació de la Segona República Espanyola el 14 d'abril de 1931, el PCE va tornar a la llum en una situació molt precària, després d'estar pràcticament en la clandestinitat o gairebé en ella des de la seva fundació, passava a ser legal, però comptava amb uns 800 militants i escassa influència social i institucional. De fet l'únic alcalde comunista era Luis Cicuéndez Muñoz, natural de La Villa de Don Fadrique (Toledo), d'on va ser nomenat alcalde després de la segona volta de les eleccions municipals de 1931. Es reorganitzà, i al Principat va prendre la denominació de Partit Comunista de Catalunya (PCC).

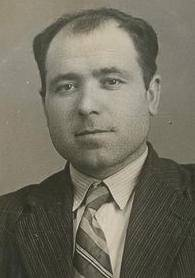
Luis Cicuéndez Muñoz, primer alcalde comunista d'Espanya. Va obtenir l'alcaldia de La Villa de Don Fadrique (Toledo) a les eleccions municipals de 1931.

El 17 de març de 1932 es va celebrar el IV Congrés del PCE en Sevilla, que nomena José Díaz com a secretari general, amb l'objectiu de construir un gran partit comunista de masses. Es refermaren les posicions estalinistes d'adhesió a la Tercera Internacional i foren expulsats del buró polític José Bullejos, Gabriel León Trilla i Manuel Adame Misa. També passa a l'aliança amb altres forces i a la defensa de l'Estat en la guerra, i en aquesta labor van tenir un paper important els membres del Comitè Central Dolores Ibárruri, Vicente Uribe, Antonio Mije García, Manuel Delicado Muñoz i Pedro Checa, entre d'altres.
A les eleccions generals espanyoles de 1933, és escollit el primer diputat comunista de la història d'Espanya, Cayetano Bolívar Escribano, que va sortir de la presó per ocupar el seu escó per la província de Màlaga.
Posteriorment, en la Revolució de 1934 contra la política del govern radical-cedista, el PCE va exercir un paper menor que el del PSOE. No obstant això va haver de tornar a la clandestinitat. En aquest moment el PCE s'adhereix a la política de crear un Front Popular que aplegui totes les forces d'esquerra. Després de la victòria electoral del Front Popular a les eleccions generals espanyoles de 1936, el prestigi del Partit Comunista va créixer ràpidament: en cinc mesos passa de 30.000 a 100.000 afiliats. Alhora, va obtenir 17 diputats a les Corts Espanyoles:
- A Andalusia (6): Antonio Mije García (Sevilla), Antonio Pretel Fernández (Granada), Cayetano Bolívar Escribano (Màlaga), Daniel Ortega Martínez (Cadis), Vicente Uribe (Jaén), Jesús Hernández Tomás i Bautista Garcet Granell (Còrdova).
- Als Països Catalans (2): Miquel Valdés i Valdés (Barcelona, PCC) i Vicente Uribe Galdeano (València).
- Al País Basc (1): Leandro Carro Hernáez (Bilbao).
- A Extremadura (1): Pedro Martínez Cartón (Badajoz).
- A Madrid (1): José Díaz.
- A Astúries (2): Dolores Ibárruri i Juan José Manso del Abad.
- A Canàries (2): Florencio Sosa Acevedo (Tenerife) i Eduardo Súarez Morales (Las Palmas).
- A Galícia (1): Adriano Romero Cachinero (Pontevedra).

L'expansió del PCE va tenir en els moments previs a la Guerra Civil i en els immediatament posteriors dues grans fites:
- El primer va ser la unificació de les Joventuts Socialistes i les Joventuts Comunistes l'1 d'abril de 1936, que va donar lloc a la formació de la Joventuts Socialistes Unificades (JSU). Amb tot, la JSU va triar com a secretari general Santiago Carrillo (JJ SS), qui anys més tard es convertiria en secretari general del PCE.
- El segon va ser la constitució del Partit Socialista Unificat de Catalunya (PSUC) el 23 de juliol de 1936, després d'un procés previ a la guerra, però que es va accelerar en iniciar-se aquesta, i que va ser la fusió de quatre partits: el Partit Comunista de Catalunya, la secció catalana del PSOE, la Unió Socialista de Catalunya i el Partit Català Proletari.

### Guerra Civil espanyola
Des que va esclatar la Guerra Civil, l'estratègia del PCE va ser sempre el buscar la unitat contra la reacció colpista, formant un Front Popular que aglutinés a totes les forces lleials a la República, incloent a la petita burgesia i a determinats sectors de la mitja burgesia.
Així, va prestar el seu suport per organitzar la lluita contra el feixisme des del primer govern constituït durant la guerra, el presidit per José Giral, d'Izquierda Republicana (ANAR).
A Madrid, la majoria dels militants del PCE van col·laborar en el tancament dels camins d'accés a la ciutat. Al mateix temps, el Partit va realitzar un gran esforç per incorporar a la lluita, enquadrant en els primers batallons de milícies a milers de combatents antifeixistes. A Barcelona, després de derrotar a les guarnicions revoltades, es constituïa el Partit Socialista Unificat de Catalunya (PSUC).
En aquesta lluita, que es desenvolupava d'un extrem a un altre del país, van prendre part des del primer moment els dirigents comunistes José Díaz, Dolores Ibárruri, Vicente Uribe, Pedro Checa i Antonio Mije García, endemés dels dirigents de les Joventuts Socialistes Unificades com Santiago Carrillo, Trifón Medrano Elurba, Fernando Claudín, José Cazorla Maure, Federico Melchor, Ignacio Gallego, Andrés Martín i Lina Odena. Els dos últims van morir en els primers combats.
El PCE també va ser responsable de la creació de les Milícies Antifeixistes Obreres i Camperoles (MAOC) i de la unitat sindical entre la Unió General de Treballadors i la CGTU.
El govern republicà solament va rebre ajuda de l'URSS i Mèxic, escassa en comparació de l'immens suport militar i armamentístic de l'Alemanya nazi i la Itàlia feixista als revoltats.

### Les Brigades Internacionals
El 29 de juliol de 1936, als deu dies d'haver començat la guerra, Dolores Ibárruri fa una crida internacional per ràdio per defensar la República. Van començar a formar-se les Brigades Internacionals de voluntaris, representants de més de mig centenar de països, en les quals hi havia comunistes, socialistes, gent d'altres partits, obrers, camperols, intel·lectuals i antifeixistes en general.

Emblema del 5è Regiment.

El 4 de setembre de 1936, per acceptar les responsabilitats governamentals, el socialista Francisco Largo Caballero va exigir la col·laboració dels comunistes, així que el PCE va accedir a entrar al govern per formar un govern del Front Popular. Va nomenar com a representants seus al govern a Vicente Uribe i Jesús Hernández Tomás.
En una assemblea pública celebrada a Madrid, el PCE va exposar els punts essencials del programa polític que eren, en resum, guanyar la guerra, resoldre els problemes de la revolució democràtica i enrobustir la unitat de totes les forces populars, amb la qual cosa les mesures revolucionàries quedarien ajornades.
Des del Partit van pensar que si s'hagués intentat establir el comunisme, el Front Popular s'hauria trencat automàticament i la continuació de la resistència a l'agressió militar feixista hagués estat impossible, per la qual cosa el PCE va romandre fidel als seus compromisos i fou abnegat defensor de la República.

### L'Exèrcit Popular
El Partit Comunista va començar a crear un Exèrcit Popular pràcticament amb prou feines iniciada la guerra amb les formacions que van constituir el Cinquè Regiment de Milícies Populars, que va arribar a comptar amb 70.000 combatents antifeixistes i que va tirar els fonaments de la nova organització militar. El 5º Regiment va dotar de quadres de comandament al naixent Exèrcit del Poble.
Els postulats essencials d'aquesta política van ser els següents: la utilització dels comandaments que anaven sorgint del poble en els llocs als quals eren elevats pels mateixos combatents; el desenvolupament d'un ampli treball de preparació i educació militar de nous quadres, sorgits també del poble; la utilització simultània en el nou Exèrcit de tots els antics militars fidels a la República; el nomenament de comissaris polítics en totes les unitats de les forces armades...
Entre els combatents populars van figurar molts membres del PCE com Santiago Aguado, Guillermo Ascanio, Bautista, José Bobadilla Candón, Cristóbal Errandonea, Valentín González, Eduardo García, Enrique García, Enrique Líster, Manolín, Pedro Mateu Merino, Rafael Menchaca, Juan Modesto, Antonio Ortiz, Pando, Vicente Pertegaz, Polanco, Puig, Recalde, Joaquín Rodríguez, Francisco Romero Marín, Alberto Sánchez, José Sánchez, Eugenio R. Sierra, Ramón Soliva, Etelvino Vega, Agustín Vilella, Vitorero, Matías Yagüe i altres. Alhora, militars de l'antic Exèrcit ingressaren al PCE per a convertir-s'hi en quadres i dirigents, com Luis Barceló, Bueno, Francisco Ciutat, Antonio Cordón, José María Galán, Rodrigo Gil, Ignacio Hidalgo de Cisneros, Manuel Márquez, Matz o Pedro Prado, entre d'altres. Aquesta ocupació dels oficials de l'antic Exèrcit en llocs de comandament i responsabilitat de les Forces Armades es va considerar que s'ajustava als principis del marxisme-leninisme seguint els postulats marcats per Stalin.
Però la política del Front Popular li va portar a conflictes amb els anarquistes de la CNT-FAI i els comunistes antiestalinistes del POUM, qui no estaven d'acord amb les aliances amb la petita burgesia ni a posposar la revolució a la guerra, cosa que portaria a l'enfrontament directe a Barcelona en els fets de maig de 1937. D'altra banda, com a artífex de la militarització de les milícies en l'Exèrcit Popular Republicà, el PCE també va ser acusat de deshumanitzar el procés revolucionari.
Durant la guerra civil, el Partit va aconseguir els 300.000 militants, mentre que la JSU els 500.000 militants.

## Dictadura franquista (1939-1975)

### Reorganització i lluita armada
Després de la victòria de Franco, els demòcrates en general i els comunistes en particular passen a viure moments durs. El règim de Franco, totalment antidemocràtic i anticomunista, demonitzà literalment al PCE, empresonant, torturant i assassinant als seus membres, sotmetent a alguns d'ells a judicis sumaríssims mancats de qualsevol garantia mínima perquè els encausats poguessin ser jutjats amb equitat. El govern franquista va aplicar la llei retroactivament, qualificant d'insurgents als qui es van mantenir fidels a la legalitat constitucional. En aquestes duríssimes condicions, el PCE es va haver de reorganitzar en la clandestinitat (País Basc, Galícia, Andalusia, Extremadura, País Valencià, Navarra i Catalunya van mantenir organització), a l'exili (Mèxic, Cuba, Xile, Uruguai, França i el nord d'Àfrica, a més de la Unió Soviètica) i a les presons (en les quals hi havia dirigents com Girón o Ascanio).
Al cap de poc d'iniciar-se la Segona Guerra Mundial, el Secretari General José Díaz mor a Tiflis, i és substituït per Dolores Ibárruri, "Pasionaria". El partit s'anava reorganitzant a poc a poc i en 1943, Mundo Obrero, "Verdad", "Unidad", "El Obrero" i "Nuestra bandera" es publicaven a diverses zones d'Espanya. De fet, durant molt temps, el PCE va ser la principal força organitzada contra la dictadura de Franco. Entre 1944 i 1948 impulsa la lluita guerrillera, l'anomenat maquis, en la qual el PCE sobrevalorà les seves forces o va menysvalorar les del govern franquista, i que culminà amb l'intent fracassat d'Invasió de la Vall d'Aran el 1944. Tot això va provocar la mort de molts militants comunistes i una dura repressió sobre la població civil de les zones en les quals actuava aquesta guerrilla, que va fer perdre suports en una població rural que passava a més greus dificultats econòmiques i molt manipulada per una església, que igual que durant la II República i la Guerra Civil, seguia alineada inequívocament amb la ultradreta. Alhora, la direcció del partit es va veure embolicada en baralles internes que culminaren amb les expulsions d'Heribert Quiñones (1942), de Jesús Hernández Tomás i Jesús Monzón (1944) i l'assassinat del secretari d'organització a l'interior, Gabriel León Trilla (1945). Seguint les instruccions donades per Lenin en una reunió amb la direcció del PCE al Kremlin, el partit va decidir abandonar la via guerrillera en 1948, encara que alguns focus es mantingueren fins a 1952.

### Front ampli i lluita sindical
En 1947 es produeixen en el metall de Madrid i a les empreses tèxtils de Catalunya els primers moviments reivindicatius, duríssimament reprimits pel franquisme. A partir d'aquest moment la situació torna a empitjorar per als comunistes, perquè a la repressió anterior s'uneix la guerra freda, durant la qual el govern dictatorial passa a ser un important auxili en la política dels Estats Units enfront de la Unió Soviètica, que és qui marca la línia del PCE. Seguint la tàctica leninista, el partit opta per combinar la lluita clandestina amb l'aprofitament de les escletxes legals que el sistema permet: els comunistes participen en els sindicats verticals i en totes les organitzacions de masses que existeixen (germanors d'acció catòlica, gremis...). En les eleccions d'enllaços sindicals de 1950 ja són triats nombrosos obrers comunistes i altres conscienciats. Aquest moviment donarà origen a les Comissions Obreres. Mentrestant Ràdio Espanya Independent, des de l'exili, emet per a Espanya la visió del PCE.
El 12 de març de 1951 el PSUC s'uneix a la vaga de tramvies de Catalunya. A Euskadi, Navarra i Madrid es produeixen altres vagues. Als obrers se'ls van unint estudiants i intel·lectuals, molts d'ells ja pertanyents a una nova generació crescuda durant el franquisme.
El setembre del 1954 se celebra el V Congrés del PCE, en el qual s'estableix la nova tàctica, en dues etapes. En la primera es propugnava la creació d'un front ampli que liquidés la dictadura i formés un govern provisional. Aquest govern hauria de restablir les llibertats democràtiques, amnistiar a presos i exiliats polítics, i adoptar mesures urgents per millorar les condicions de vida de la població. Després d'això s'haurien de convocar eleccions i desenvolupar la democràcia. Al juny de 1956 el PCE dissenya la seva política de "Reconciliació Nacional". En aquest moment, els estudiants compten amb una força creixent, el SEU s'ha liquidat i comencen a sorgir moviments democràtics burgesos a l'interior d'Espanya, alguns dels membres dels quals procedien de sectors disconformes de la dreta, i fins i tot de la pròpia Falange. Cada vegada més, la lluita del PCE representa amb major claredat la lluita per les llibertats democràtiques. Per aconseguir aliar a totes les forces democràtiques s'entén que cal cancel·lar responsabilitats de la guerra civil i la postguerra:
| « | "... El Partit Comunista representa sens dubte a la part del poble que més ha sofert en aquests vint anys; a la classe obrera, els jornalers agrícoles, els camperols pobres, la intel·lectualitat avançada. Si de fer el capítol de greuges es tractés, ningú ho tindria major que el nostre. Nosaltres entenem que la millor justícia per tots els que han caigut i sofert per la llibertat consisteix, precisament, en què la llibertat s'estableixi a Espanya. Una política de venjança no serviria a Espanya per sortir de la situació en què es troba. El que Espanya necessita és la pau civil, la reconciliació dels seus fills, la llibertat." | » |

Però el règim franquista havia rebut un importantíssim suport en 1955: recolzat i avalat pels Estats Units entra a formar part de l'ONU. La lluita clandestina ha de continuar, perquè el règim se sent enfortit i accentua la repressió. En 1957 el PCE participa en els boicots que es produeixen a Madrid i la vaga de tramvies Barcelona, així com en les lluites obreres que es produeixen en Sevilla, Alcoi, Valladolid i molt especialment en les dels miners d'Astúries de març de 1958.

### Lideratge de Santiago Carrillo
El gener de 1960 es va reunir el VI Congrés del PCE en Praga, que va escollir Santiago Carrillo com a secretari general, que desplaça Dolores Ibárruri a la presidència del Partit. En plena crisi econòmica, amb el salari real dels treballadors caient en més d'un 40% a causa de la suspensió de les hores extra, primes i plusos, el Partit capitalitza la contestació a Franco creant les Comissions Obreres (CCOO) i cridant a la Vaga Nacional Pacífica. Els acomiadaments eren cada vegada més freqüents i l'atur avançava, dificultats que aconseguirien també a la petita burgesia i als comerciants, afectats també per la caiguda en el poder adquisitiu de la major part de la població.
La substitució de Stalin per Nikita Khrusxov al capdavant del PCUS i de la Unió Soviètica havia fet canviar la política de tots els partits comunistes. Però a més, el PCE, seguint el deixant del Partit Comunista Italià va buscant una via autònoma i esbossant el que s'anomenaria eurocomunisme. No obstant això, en aquest camí, l'actitud de vegades excessivament personalista del nou secretari general anirà apartant a quants discrepen de la línia de la direcció: en 1964 Fernando Claudín i Jorge Semprún són expulsats de manera sumaríssima del Partit. Aquest mateix any es produeix l'escissió d'un sector en contra de la política de reconciliació nacional i l'eurocomunisme, que passa a constituir el Partit Comunista d'Espanya (marxista-leninista).
A mitjan 1965 se celebra el VII Congrés del PCE, en el qual es defensa l'avanç al socialisme per una via pacífica, parlamentària i adequada als trets específics d'Espanya, apostant pel no-alineament en el plànol internacional. Després de la condemna de la invasió soviètica de Txecoslovàquia en 1968 s'escindirà el Partit Comunista d'Espanya (VIII-IX Congressos).
Després del VIII Congrés (1972), en el qual es traça la línia definitiva que seguirà el Partit, Enrique Líster funda el Partit Comunista Obrer Espanyol, que s'escindeix del PCE. La nova política de Carrillo es concreta en la constitució en París amb altres partits i personalitats independents de la Junta Democràtica d'Espanya el 30 de juliol de 1974, organisme clau en la transició espanyola i més endavant en Coordinació Democràtica ("platajunta"), unió entre la Junta i la Plataforma de Convergència Democràtica afavorida pel PSOE.

## Transició i ruptura interna (1975-1986)

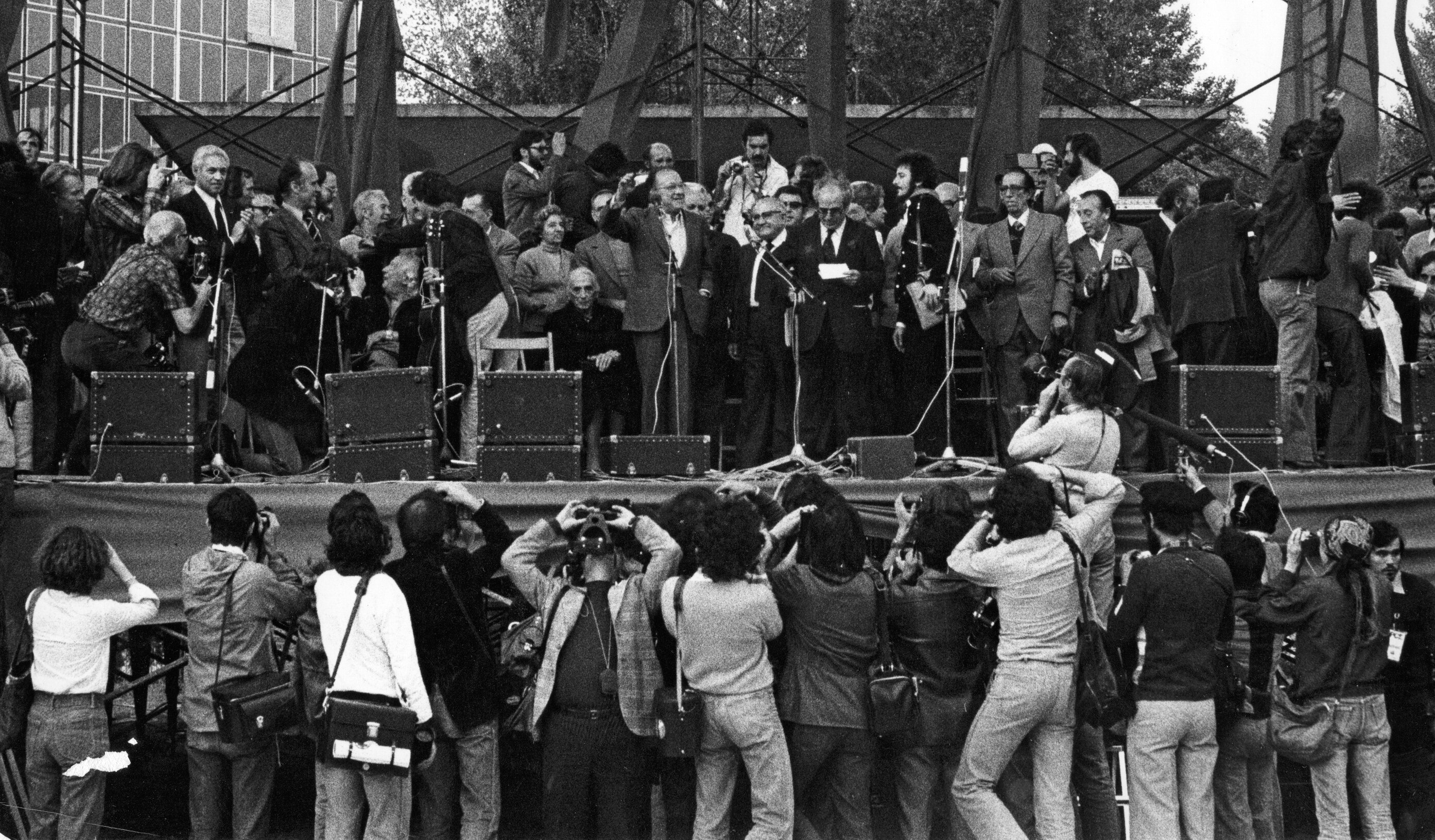
Clausura de la primera "Festa del PCE", celebrada a la Casa de Campo de Madrid.

Durant la transició espanyola el PCE torna a la legalitat (9 d'abril de 1977), presentant-se a les eleccions amb Santiago Carrillo com a candidat. En realitat, s'havia produït un profund problema en el si del PCE. Els militants de l'interior es veien com els custodis del Partit fins que els "històrics" exiliats poguessin retornar. Quan així va ocórrer, la militància de l'interior -molt propera a la realitat espanyola i representant de les postures rupturistes amb la dictadura- va posar efectivament a les mans dels exiliats retornats -tremendament apartats de la realitat espanyola per la seva llarga absència- la direcció de l'organització. Aquesta direcció, ja totalment eurocomunista, modera el seu discurs i renúncia a reivindicacions històriques (com la República) acceptant la monarquia parlamentària, la democràcia burgesa i el capitalisme.
En 1978, al IX Congrés del PCE, s'aprofundiria en aquesta divisió quan el partit deixés de considerar-se marxista-leninista per passar a definir-se com a marxista revolucionari. A més, es passa d'una estructura cel·lular a una territorial federal, amb la qual cosa es crearen el 1976, el Partit Comunista del País Valencià (PCPV) i el Partit Comunista de les Illes Balears (PCIB), alhora que a la dècada següent afluixaven fins a dissoldre's els darrers lligams orgànics amb el PSUC. també es mostra un distanciament amb l'URSS, fet que va donar lloc a moltes convulsions internes. Així es va arribar al X Congrés, al juliol de 1981, amb escissions del PCE al País Basc i Catalunya, guanyant novament la disputa Santiago Carrillo. Tots aquests canvis interns van poder influir que, malgrat ser el partit obrer més nombrós (amb més de 200.000 militants en 1977 i 170.000 en 1979), controlar la central sindical majoritària (Comissions Obreres) i tenir gran presència al carrer, només obtingués entorn d'un 10% dels vots en les eleccions de 1977 i 1979.
Per a octubre de 1982 s'havien convocat eleccions generals a Espanya, i Santiago Carrillo va denunciar que la convocatòria se celebraria amb les normes electorals de 1977 i 1979, que va considerar de dubtosa constitucionalitat, ja que beneficiaven Alianza Popular (precursor de l'actual Partit Popular) i al PSOE. A més, va assegurar que el llavors president Leopoldo Calvo Sotelo, havia precipitat la convocatòria per provocar una bipolarització política en tots dos partits, amb l'objectiu de reduir al màxim la representació política del PCE, que era llavors l'únic partit que defensava un front democràtic, marxista i revolucionari. I així va ser, perquè en aquells comicis va continuar la caiguda electoral en concentrar-se el vot de l'esquerra en el PSOE, que va guanyar amb majoria absoluta, per la qual cosa Carrillo va dimitir com a secretari general, sent substituït per Gerardo Iglesias. Alhora es produí una fugida de militants eurocomunistes renovadors (Pilar Brabo Castells, Manuel Azcárate) i simpatitzants cap al PSOE (en el govern espanyol d'ençà el 1982).
Després de la dimissió de Carrillo i després d'una lleugera recuperació electoral en les eleccions municipals, el 20 de desembre de 1983 es va celebrar l'XI Congrés del PCE, en el qual van participar 85.000 militants, i que va acabar totalment dividit entre els eurocomunistes de Santiago Carrillo, el sector prosoviètic liderat per Ignacio Gallego, i els renovadors que van aconseguir la majoria escollint Gerardo Iglesias com a secretari general i acordant la construcció d'un projecte unitari de l'esquerra, que busqués la convergència social i política amb altres forces. Finalment, entre el 13 i el 15 de gener de 1984, va tenir lloc a Madrid el congrés celebrat pel sector prosoviètic, en el qual van participar també el Partit dels Comunistes de Catalunya, el Partit Comunista d'Espanya Unificat, el Moviment per a la Recuperació del PCE i Cèl·lules Comunistes. Aquest procés, en el qual van participar 10.000 militants, va donar lloc al Partit Comunista dels Pobles d'Espanya i a la seva organització juvenil, el Col·lectiu de Joves Comunistes. El nou partit va ser també reconegut pel Partit Comunista de la Unió Soviètica i els partits comunistes dels països del Pacte de Varsòvia.
A l'octubre de 1984, el govern de Felipe González (PSOE), va pactar una reforma electoral amb Aliança Popular, i el llavors sotssecretari general del PCE, Enrique Curiel, va criticar que aquesta reforma mantenia la regla D'Hondt que perjudicava especialment als comunistes i que afavoria al bipartidisme, ja que mantenia les grans diferències en el cost de vots que els partits necessiten per obtenir un lloc al Parlament.
En 1985, els carrillistes són expulsats dels òrgans d'adreça i aquests s'escindeixen per fundar el PTE-UC. Aquest any l'afiliació havia baixat a 67.000. No obstant això, anys més tard, després de la fundació d'Izquierda Unida, Ignacio Gallego tornaria al PCE al costat de 8.000 militants del PCPE, 48 membres del Comitè Central i la majoria de càrrecs públics.

## Activitat a Izquierda Unida (1986-actualitat)

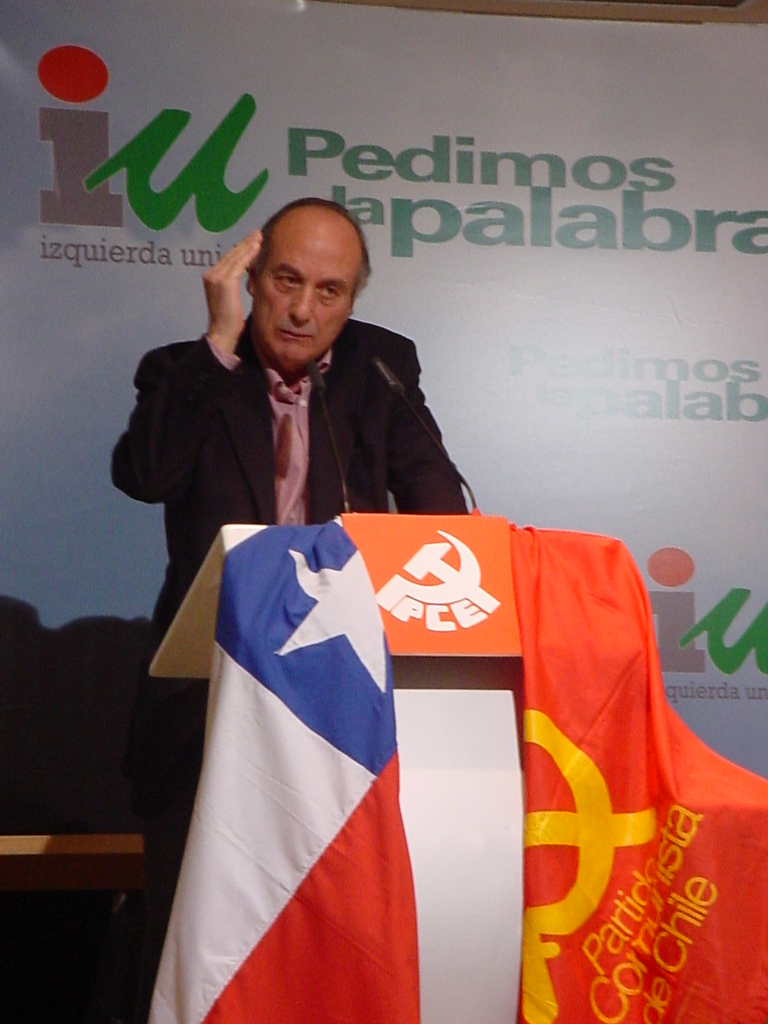
Francesc Frutos i Gras, secretari general del PCE entri 1998 i 2009, durant una trobada amb el Partit Comunista de Xile en 2005.

### Fundació d'Esquerra Unida
En 1986, i tal com s'havia acordat a l'últim congrés, el PCE és el principal impulsor de la coalició Izquierda Unida (IU), constituïda al costat d'altres forces polítiques com Izquierda Republicana, i en la qual també participaria el PCPE. A les eleccions generals de 1986, IU obtindria 7 escons, corresponent 4 al PCE i 1 al PCPE.
Al febrer de 1988, durant el XII Congrés del PCE, Gerardo Iglesias va renunciar a tots els seus càrrecs i Julio Anguita, conegut per haver estat alcalde de Còrdova, va passar a ser el secretari general del PCE. Sota la seva direcció, el Partit va recuperar bona part de la il·lusió i preceptes ideològics anticapitalistes, fet que va fer considerar al llavors secretari general del PCPE, Ignacio Gallego, el retorn al PCE. Així, al novembre d'aquest any va ser expulsat, i al gener de 1989, després d'un Congrés Extraordinari, es reincorporaria al PCE al costat de 8.000 militants, 48 membres del Comitè Central i la majoria de càrrecs públics del PCPE.
Amb tot, en el PCPE es va quedar el sector encapçalat pel seu nou secretari general, Juan Ramos Camarero, que va abandonar la coalició, i en les següents eleccions generals d'octubre de 1989, IU duplicaria el seu nombre de vots i obtindria 17 diputats, corresponent 13 al PCE i 1 al PSUC.

### Lideratge de Julio Anguita
Però malgrat els bons resultats que estava tenint IU, al XIII Congrés del PCE, celebrat al desembre de 1991 i al que es va arribar amb 70.000 militants, va haver-hi un sector, encapçalat per Francisco Palero i Juan Berga Monge, que considerava que el comunisme com a ideologia s'havia esgotat, i que els partits comunistes ja no eren instruments vàlids, per la qual cosa va defensar la dissolució del partit dins d'IU. Va prevaler per un 74,6% la postura defensada pel secretari general, Julio Anguita, de continuar amb una IU construïda com a moviment polític i social, que comptés amb partits en el seu si a manera de corrents, a causa de la pluralitat ideològica dels components de la coalició. El PCE cediria part de la seva sobirania per augmentar l'activitat d'IU, i per fer les seves decisions vinculants.
En les següents eleccions, IU va aconseguir gairebé 400.000 vots més, obtenint un nou escó. L'estratègia política del PCE, en la qual s'insistiria més des del XIV Congrés, al desembre de 1995, era la d'evitar qualsevol tipus de pacte amb el PSOE, en tant aquest no abandonés les seves polítiques neoliberals i conservadores. Per al PCE, els dirigents del PSOE formaven part de l'elit dominant i els acusaven d'haver-se blindat en bons sous i prebendes, i de ser part de l'aristocràcia.
Al mateix temps, augmentaven les tensions amb el PSUC, per la intenció del seu secretari general de dissoldre'l en Iniciativa per Catalunya, i amb CCOO, al secretari general de la qual, Antonio Gutiérrez Vegara (avui diputat del PSOE), l'acusaven de tenir un pacte amb el PSOE. El sindicat corria el risc de convertir-se en "apèndix de l'Estat", va alertar Julio Anguita, qui també va anunciar que no tornaria a presentar-se a la reelecció com a secretari general del PCE. Va ser durant aquesta etapa que IU va aconseguir els seus millors resultats, ja que en les eleccions generals de març de 1996, IU aconseguiria el seu sostre històric sobrepassant la barrera del 10% de vots i obtenint 21 diputats, 12 del PCE i 2 del PSUC. Al setembre de 1997, a la festa del PCE, Anguita anunciava que anaven a defensar una Espanya republicana i federal, i a la festa de l'any següent, va defensar el dret d'autodeterminació dels pobles, i aclaria que el seu partit només havia acceptat la Monarquia de forma temporal, durant la Transició, per arribar al consens, sempre que es desenvolupés la constitució. Tanmateix, el 17 d'agost de 1998, Anguita patí un segon infart, que accelera la seva retirada de la primera línia política.

### Acostament al PSOE i declivi
El desembre del 1998, se celebra el XV Congrés del PCE, en el qual va passar a ocupar la secretaria general del Partit Francesc Frutos i Gras, en substitució d'Anguita que va haver de retirar-se de forma prematura. Aquest congrés es va celebrar enmig de grans tensions amb Comissions Obreres, ja que els comunistes van defensar un sindicat "de classe i democràtic", alhora que van acusar la direcció de "repressora", i van defensar que els militants lluitessin democràticament dins del sindicat "per canviar polítiques i a alguns dirigents", cosa que del sindicat va considerar una ingerència.
Amb motiu de les eleccions generals de març de 2000, Frutos és nomenat com a candidat d'Izquierda Unida sense haver estat escollit coordinador general, i havent signat un acord pre-electoral d'investidura amb el PSOE. El resultat va ser un fracàs per al PCE, per la qual cosa a la fi d'aquest mateix any, Gaspar Llamazares va ser triat coordinador federal en la VI Assemblea Federal d'IU per un estret marge enfront de Francisco Frutos, conjuminant els vots de diversos corrents d'IU crítiques amb la direcció sortint.
El nou coordinador d'IU es va recolzar en el PSOE, amb una política d'enfrontament amb el PCE, que portaria forts problemes interns i pressions que van afeblir al Partit.
Malgrat les diferències, al XVI Congrés del PCE, celebrat al març de 2002, Frutos va pactar amb el llavors coordinador general d'IU una llista, enfrontada a la d'Ángeles Maestro Martín (Corriente Roja), amb la finalitat d'aconseguir una majoria en CCOO diferent a la de José María Fidalgo.
Al desembre de 2004 es va celebrar amb caràcter extraordinari la VIII Assemblea Federal d'Esquerra Unida, després de la crisi oberta per les successives derrotes electorals sofertes per la coalició i per la divisió en la seva direcció. El PCE va presentar llavors com a candidat Enrique Santiago, però va tornar a sortir escollit Gaspar Llamazares com a coordinador federal, en un procés molt polèmic que alguns sectors van qualificar d'irregular a causa que la candidatura de Santiago (recolzada també per les Joventuts Comunistes) i la presentada per Sebastián Martín Recio (recolzada pels sectors més a l'esquerra d'IU), van sumar més d'un 50% enfront del 49% de la llista oficial de Llamazares.
La reelecció de Gaspar Llamazares va ser molt polèmica perquè es va deure a un sistema aprovat en una reforma dels estatuts prèvia a l'elecció i durant la mateixa Assemblea, consistent que votessin no sols la meitat del Consell Polític Federal escollit en la mateixa Assemblea, òrgan competent per nomenar al coordinador federal, sinó també els coordinadors de les federacions. Així, el Consell Polític Federal al complet va ratificar l'elecció de Gaspar Llamazares per un 54%, cosa que també va generar polèmica, ja que els seus oponents entenien que calia un mínim del 60% per presentar-se a una segona reelecció a coordinador, com indiquen els estatuts. La Comissió de Garanties va resoldre la qüestió a favor de Llamazares en entendre que no s'havia esgotat el segon mandat, ja que la VIII Assemblea s'havia anticipat.

### Refundació d'IU i PCE

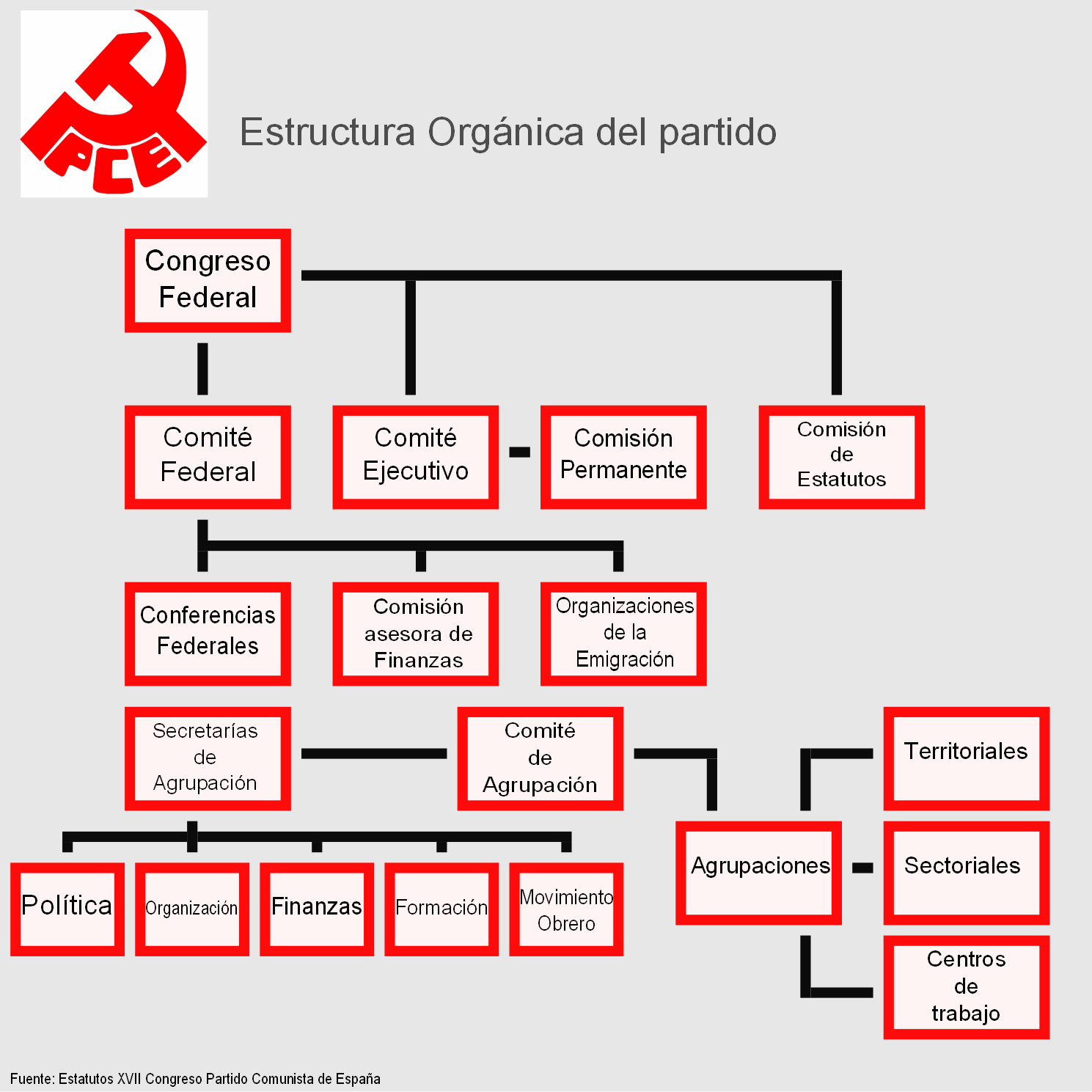
Estructura Orgànica general del PCE acordada després del XVII Congrés del partit

Al XVII Congrés del PCE, celebrat el juny de 2005 amb 27.000 militants, Paco Frutos és reelegit secretari general, i com a president és nomenat Felipe Alcaraz, qui reuniria diverses responsabilitats fins a aquest moment del secretari general. Dolores Ibárruri, Pasionaria, és declarada Presidenta d'Honor a perpetuïtat. S'aposta per la reconstrucció i el rellançament del partit, al que es considera que ha començat a funcionar com a corrent dins d'IU.
No s'accepta per a això la sortida d'IU, com proposava Corriente Roja, i que portaria a l'organització a escindir-se del PCE. En canvi, s'aposta per recuperar la sobirania dins d'IU, entenent que aquesta hauria de tornar a funcionar com un moviment polític i social que permetés que diferents partits confluïssin en criteris programàtics, superant així també al XIII Congrés del PCE.
També es va debatre un document presentat per Julio Anguita, en el qual es reflexionava sobre el Moviment Comunista Internacional, i es cridava a la refundació del Partit. El document assenyalava l'impacte negatiu que va portar la caiguda de la Unió Soviètica i l'acriticisme i submissió dels sindicats i l'esquerra a l'ordre capitalista establert. Es va acordar la creació d'un equip de treball que es reunís amb altres organitzacions comunistes i d'esquerra, coordinés i recollís proposades i es debatessin en una Conferència, que redactaria i aprovaria un nou Manifest-Programa de cara al següent Congrés del Partit.
A la fi de 2007, el PCE impulsa en el Consell Polític Federal d'IU la celebració d'eleccions primàries per designar al candidat a la Presidència del Govern en les eleccions generals de 2008. Enfront de Gaspar Llamazares, es presenta la secretària general del Partit Comunista del País Valencià (PCPV), Marga Sanz. El referèndum se celebra al novembre per un sistema de correu certificat, que el PCE va criticar durament. Finalment, amb una participació d'entorn del 38%, Llamazares obté 13.626 vots (62,5%) i Sanz 8.169 (37,5%).
El 22 d'abril de 2008, Julio Anguita va remetre al Comitè Federal del Partit Comunista d'Espanya (PCE) un document en el qual defensava també la necessitat d'una 'refundació' d'IU, que només seria possible des del compromís de començar des de zero. En la seva carta, va defensar la democràcia radical, la lluita per la III República i el federalisme, tant per al model organitzatiu de la coalició com per al model d'estat defensat. Al seu judici, el debat hauria d'obrir-se en la següent assemblea federal d'IU. Així, els dies 28 i 29 de juny de 2008, en una Conferència Política del PCE, es va vincular la reconstrucció del Partit amb la refundació d'Izquierda Unida. Per a això, es va acordar impulsar una sèrie de canvis en la propera Assemblea Federal d'IU.
En la IX Assemblea Federal d'IU, celebrada els dies 15 i 16 de novembre de 2008, el PCE va presentar la seva candidatura al Consell Polític Federal, amb Cayo Lara com a candidat de consens de la llista “Una altra IU és Possible”. La seva proposta, titulada "Per una Esquerra Unida anticapitalista, republicana, federal i alternativa, organitzada com a moviment polític i social"., obtingué un 43% dels vots, però la falta d'acord amb altres corrents va fer que l'assemblea conclogués sense l'elecció d'un nou Coordinador Federal d'IU.

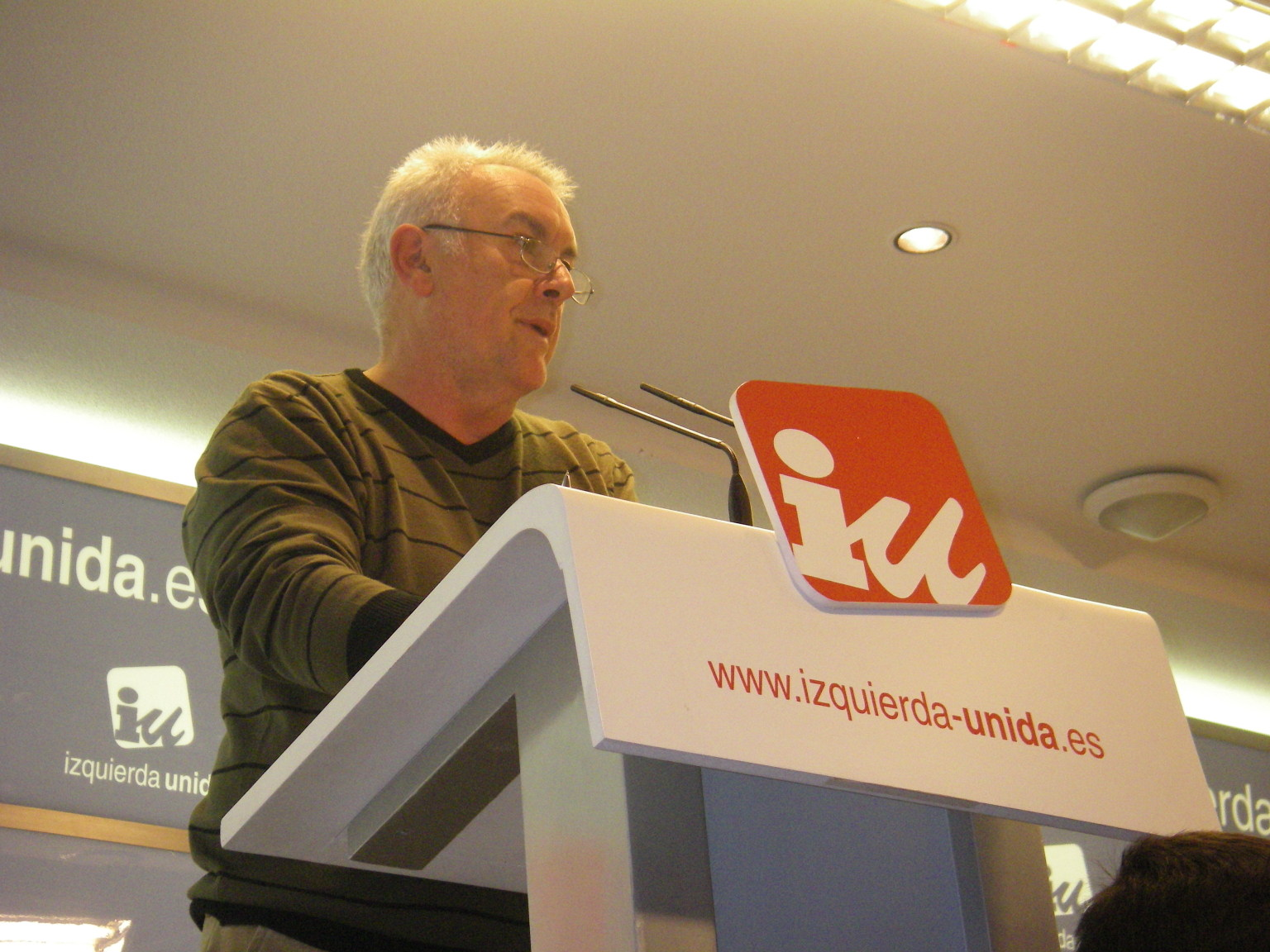
Cayo Lara parlant davant el Consell Polític Federal d'IU al desembre de 2008.

Finalment, el Consell Polític Federal, convocat el 14 de desembre, va escollir Cayo Lara com a coordinador federal de la coalició amb un 55,08% dels vots. Com a nou coordinador general, Cayo Lara va integrar des d'un principi en la nova direcció a persones de tots els sectors i corrents de la formació, i va instar a abandonar les lluites internes i a preocupar-se pel que realment passa al país. En la seva primera intervenció pública, va esmentar als pobres, als aturats i als hipotecats, i va fer una crida a la vaga general, al seu parer necessària.

### Ruptura amb la Constitució de 1978
El 13 d'abril de 2009, el Partit reclama en un manifest amb motiu del 78è aniversari de la II República que els treballadors "no paguin" l'actual situació de crisi i que s'afronti la conjuntura econòmica a través de "la ruptura del pacte constitucional" i l'obertura d'un "procés constituent per la III República". En aquest manifest també es declara que el capitalisme ha fracassat i que no ha de fer-se esforços per "refundar-lo", ja que no ho consideren una solució per als problemes de la humanitat i cal fer canvis revolucionaris. Declaren que cal emprendre, com ja han fet altres països, el camí del socialisme del segle XXI.
Amb el propòsit de renovar forces davant els reptes que el capitalisme postindustrial sembla incapaç de resoldre, i amb el d'afrontar el naixent procés de Refundació de l'Esquerra aprovat en la IX Assemblea Federal d'Esquerra Unida (IU) en 2008, el Partit celebra al novembre de 2009 el seu XVIII Congrés, al que arriba amb 20.000 militants, en el què s'aprova la seva orientació cap a IU, amb un 82% de vots favorables, el manteniment de Comissions Obreres com a referent sindical (69%) i es tria a José Luis Centella com a secretari general, amb un 85% dels vots, en substitució de Paco Frutos.
Enrique Santiago fou escollit com a secretari general del PCE en 2018, prenent el relleu a José Luis Centella, i reelegit al XXI Congrés en 2022 amb el 54,16%, competint contra el regidor de Saragossa Alberto Cubero.

## Secretaris generals
| Període         | Secretari general | Secretari general    |
| --------------- | ----------------- | -------------------- |
| 1922-1923       |                   | Antonio García       |
| 1923-1925       |                   | César Rodríguez      |
| 1925-1932       |                   | José Bullejos        |
| 1932-1942       |                   | José Díaz Ramos      |
| 1942-1960       |                   | Dolores Ibárruri     |
| 1960-1982       |                   | Santiago Carrillo    |
| 1982-1988       |                   | Gerardo Iglesias     |
| 1988-1998       |                   | Julio Anguita        |
| 1998-2009       |                   | Francisco Frutos     |
| 2009-2017       |                   | José Luis Centella   |
| 2017-2018       |                   | Comissió Provisional |
| 2018-Actualitat |                   | Enrique Santiago     |

## Resultats electorals

### Eleccions generals
| 1931                                     | José Bullejos                 | ---       | 0,77%  | 0 / 470  | ---     |                                                     |  |  |  |  |
| 1933                                     | José Díaz Ramos               | ---       | 1,80%  | 1 / 473  | ---     |                                                     |  |  |  |  |
| 1936                                     | José Díaz Ramos               | ---       | 3,5%   | 17 / 473 | ---     | Membre del Front Popular                            |  |  |  |  |
|                                          |                               |           |        |          |         |                                                     |  |  |  |  |
| 1977                                     | Santiago Carrillo             | 1.709.890 | 9,33%  | 20 / 350 | 5 / 248 |                                                     |  |  |  |  |
| 1979                                     | Santiago Carrillo             | 1.938.487 | 10.77% | 23 / 350 | 1 / 264 |                                                     |  |  |  |  |
| 1982                                     | Santiago Carrillo             | 846.515   | 4,02%  | 4 / 350  | 0 / 264 |                                                     |  |  |  |  |
| 1986                                     | Gerardo Iglesias              | 935.504   | 4,63%  | 4 / 350  | 0 / 264 | Membre d'Izquierda Unida                            |  |  |  |  |
| 1989                                     | Julio Anguita                 | 1.858.588 | 9,07%  | 13 / 350 | 0 / 264 | Membre d'Izquierda Unida                            |  |  |  |  |
| 1993                                     | Julio Anguita                 | 2.253.722 | 9,55%  | 13 / 350 | 0 / 264 | Membre d'Izquierda Unida                            |  |  |  |  |
| 1996                                     | Julio Anguita                 | 2.639.774 | 10,54% | 12 / 350 | 0 / 264 | Membre d'Izquierda Unida                            |  |  |  |  |
| 2000                                     | Francisco Frutos              | 1.263.043 | 5,45%  | 7 / 350  | 0 / 264 | Membre d'Izquierda Unida                            |  |  |  |  |
| 2004                                     | Gaspar Llamazares             | 1.284.081 | 4,96%  | 2 / 350  | 0 / 264 | Membre d'Izquierda Unida                            |  |  |  |  |
| 2008                                     | Gaspar Llamazares             | 969.946   | 3,77%  | 1 / 350  | 0 / 266 | Membre d'Izquierda Unida                            |  |  |  |  |
| 2011                                     | Cayo Lara                     | 1.686.040 | 6,92%  | 4 / 350  | 0 / 266 | Dins la coalició "La Izquierda Plural".             |  |  |  |  |
| 2015                                     | Alberto Garzón / Yolanda Díaz | 926.783   | 3,68%  | 2 / 350  | 1 / 266 | Dins les coalicions Unidad Popular i En Marea.      |  |  |  |  |
| 2016                                     | Alberto Garzón                | N/D       | N/D    | 5 / 350  | 2 / 266 | Dins les coalicions Unidos Podemos i En Marea.      |  |  |  |  |
| 2019                                     | Enrique Santiago              | N/D       | N/D    | 4 / 350  | 0 / 266 | Dins les coalicions Unidas Podemos i En Comú Podem. |  |  |  |  |
| Font: Ministerio del Interior i El Mundo |                               |           |        |          |         |                                                     |  |  |  |  |

### Eleccions municipals
| 1931                                          | José Bullejos     |           |        | 3 / 1.974      |
| 1933                                          | José Díaz Ramos   |           |        | 28 / 19.068    |
| 1979                                          | Santiago Carrillo | 2.139.603 | 12,70% | 3.727 / 67.505 |
| 1983                                          | Gerardo Iglesias  | 1.500.015 | 8,17%  | 2.495 / 67.312 |
| Font: Ministerio del Interior, El Mundo i INE |                   |           |        |                |